# Cúpula de Camp David de 2000
A Cúpula para a Paz no Oriente Médio em Camp David, em julho de 2000, aconteceu entre o presidente dos Estados Unidos, Bill Clinton, o primeiro-ministro de Israel, Ehud Barak e o presidente da Autoridade Palestina, Yasser Arafat. Foi uma tentativa infrutífera para negociar um "acordo final" para o conflito israelo-palestiniano.

## Antecedentes diplomáticos
Em 5 de julho de 2000, Bill Clinton convidou Ehud Barak e Yasser Arafat, respectivamente o primeiro-ministro de Israel e o presidente da Autoridade Palestina, para continuarem as discussões sobre o processo de paz no Oriente Médio. Houve um precedente esperançoso nos Acordos de Camp David de 1978, onde o então presidente Jimmy Carter conseguiu intermediar um acordo de paz entre o Egito, representado pelo presidente Anwar Sadat, e Israel, representado pelo primeiro-ministro Menachem Begin. Os Acordos de Oslo de 1993, entre o então primeiro-ministro israelense Yitzhak Rabin, posteriormente assassinado, e o presidente da Organização para a Libertação da Palestina, Yasser Arafat, previam que um acordo deveria ser alcançado sobre todas as questões pendentes entre os palestinos e israelenses - o chamado acordo de status final - dentro de cinco anos da implementação da autonomia palestina. No entanto, o processo intermediário estabelecido sob Oslo não havia atendido às expectativas nem de Israel nem dos palestinos.
Em 11 de julho, a Cúpula de Camp David de 2000 foi realizada, embora os palestinos a considerassem prematura. Eles até a viram como uma armadilha. A cúpula terminou em 25 de julho, sem que um acordo fosse alcançado. Em sua conclusão, uma Declaração Trilateral foi emitida definindo os princípios acordados para orientar as futuras negociações.

## Negociações
As negociações diplomáticas entre as partes foram baseadas em uma abordagem de "tudo ou nada", de modo que "nada era considerado acordado e vinculante até que tudo fosse acordado." As propostas eram, em grande parte, verbais. Como nenhum acordo foi alcançado e não há registro escrito oficial das propostas, permanece alguma ambiguidade sobre detalhes das posições das partes em questões específicas.
Em última análise, as negociações fracassaram em alcançar um acordo sobre as questões de status final para as fronteiras nacionais, status de Jerusalém e o Monte do Templo, refugiados e direito de retorno palestino, disposições de segurança e assentamentos israelenses em territórios reclamados pelos palestinos.

### Territórios
Os negociadores palestinos indicaram que desejavam plena soberania palestina sobre toda a Cisjordânia e a Faixa de Gaza, embora considerassem uma troca de terras um para um com Israel. Sua posição histórica era que os palestinos já haviam feito uma concessão territorial com Israel ao aceitar o direito de Israel a 78% da "Palestina histórica" e aceitar seu estado nos 22% restantes dessa terra. Esse consenso foi expresso por Faisal Husseini quando ele afirmou: 'Não pode haver compromisso com o compromisso'. Eles sustentaram que a Resolução 242 prevê a retirada total de Israel desses territórios, que foram capturados na Guerra dos Seis Dias, como parte de um acordo de paz final. Nos Acordos de Oslo de 1993, os negociadores palestinos aceitaram as fronteiras da Linha Verde (linhas de armistício de 1949) para a Cisjordânia, mas os israelenses rejeitaram essa proposta e contestaram a interpretação palestina da Resolução 242. Israel queria anexar os numerosos blocos de assentamentos do lado palestino da Linha Verde e estava preocupado que um retorno completo às fronteiras de 1967 fosse perigoso para a segurança de Israel. A definição da Cisjordânia pelo ponto de vista palestino e israelense difere em aproximadamente 5% da área de terra, já que a definição israelense não inclui Jerusalém Oriental (71 km2), as águas territoriais do Mar Morto (195 km2) e a área conhecida como Terra de Ninguém (50 km2 perto de Latrun).
Com base na definição israelense da Cisjordânia, Barak ofereceu formar um estado palestino inicialmente em 73% da Cisjordânia (ou seja, 27% a menos do que as fronteiras da Linha Verde) e 100% da Faixa de Gaza. Em 10-25 anos, o estado palestino se expandiria para um máximo de 92% da Cisjordânia (91% da Cisjordânia e 1% de uma troca de terras). Do ponto de vista palestino, isso equivalia a uma oferta de um estado palestino em um máximo de 86% da Cisjordânia.
De acordo com o jornalista estadunidense Robert Wright, Israel manteria apenas os assentamentos com grandes populações. Wright afirma que todos os outros seriam desmantelados, com exceção de Kiryat Arba (adjacente à cidade sagrada de Hebron), que seria um enclave israelense dentro do estado palestino e seria ligado a Israel por uma estrada de contorno. A Cisjordânia seria dividida ao meio por uma estrada controlada por Israel de Jerusalém até o Mar Morto, com passagem livre para os palestinos, embora Israel reservasse o direito de fechar a estrada em caso de emergência. Em troca, Israel permitiria que os palestinos usassem uma rodovia no Negev para conectar a Cisjordânia à Faixa de Gaza. Wright afirma que, na proposta israelense, a Cisjordânia e a Faixa de Gaza seriam ligadas por uma rodovia elevada e uma ferrovia elevada que passariam pelo Negev, garantindo passagem segura e livre para os palestinos. Essas seriam sob a soberania de Israel, e Israel reservava o direito de fechá-las para passagem em caso de emergência.
Israel reteria cerca de 9% da Cisjordânia em troca de 1% de terra dentro da Linha Verde. A terra que seria concedida incluía territórios simbólicos e culturais, como a Mesquita de Al-Aqsa, enquanto a terra israelense concedida não foi especificada. Além das concessões territoriais, o espaço aéreo palestino seria controlado por Israel sob a oferta de Barak. Os palestinos rejeitaram a região de Areia de Halutza (78 km2) ao lado da Faixa de Gaza como parte da troca de terras, com base em que era de qualidade inferior àquela que eles teriam que ceder na Cisjordânia.
Outros motivos de rejeição foram que a proposta israelense planejava anexar áreas que levariam a uma cantonização da Cisjordânia em três blocos, que a delegação palestina comparava aos bantustões sul-africanos, uma palavra carregada que foi contestada pelos negociadores israelenses e estadunidenses. Blocos de assentamentos, estradas contornadas e terras anexadas criariam barreiras entre Nablus e Jenin com Ramallah. O bloco de Ramallah, por sua vez, seria dividido de Belém e Hebron. Um bloco separado e menor conteria Jericó. Além disso, a fronteira entre a Cisjordânia e a Jordânia seria adicionalmente controlada por Israel. A Autoridade Palestina receberia bolsões de Jerusalém Oriental que estariam completamente cercados por terras anexadas na Cisjordânia.

### Jerusalém Oriental
Uma disputa territorial particularmente virulenta girava em torno do status final de Jerusalém. Os líderes estavam mal preparados para o papel central que a questão de Jerusalém em geral, e a disputa pelo Monte do Templo em particular, desempenhariam nas negociações. Barak instruiu seus delegados a tratar a disputa como "a questão central que decidirá o destino das negociações", enquanto Arafat advertiu sua delegação a "não ceder nesta questão: o Haram (o Monte do Templo) é mais precioso para mim do que tudo o resto". Na abertura de Camp David, Barak alertou os americanos de que não poderia aceitar dar aos palestinos mais do que uma soberania puramente simbólica sobre qualquer parte de Jerusalém Oriental.
Os palestinos exigiam soberania completa sobre Jerusalém Oriental e seus locais sagrados, em particular, a Mesquita de Al-Aqsa e a Cúpula da Rocha, que estão localizados no Monte do Templo (Haram al-Sharif), um local sagrado tanto no Islã quanto no Judaísmo, e o desmantelamento de todos os bairros israelenses construídos além da Linha Verde. A posição palestina, de acordo com Mahmoud Abbas, na época principal negociador de Arafat, era que: "Todo o Jerusalém Oriental deveria ser devolvido à soberania palestina. O Bairro Judeu e o Muro das Lamentações deveriam ser colocados sob autoridade israelense, não soberania israelense. Uma cidade aberta e cooperação em serviços municipais."
Israel propôs que os palestinos fossem concedidos "custódia", embora não soberania, sobre o Monte do Templo (Haram al-Sharif), com Israel mantendo o controle sobre o Muro das Lamentações, um remanescente do antigo muro que cercava o Monte do Templo, o local mais sagrado do Judaísmo fora do próprio Monte do Templo. Os negociadores israelenses também propuseram que os palestinos recebessem a administração, mas não a soberania, sobre os Bairros Muçulmano e Cristão da Cidade Velha, com os Bairros Judeu e Armênio permanecendo sob controle israelense. Os palestinos teriam controle administrativo sobre todos os locais sagrados islâmicos e cristãos e teriam permissão para hastear a bandeira palestina sobre eles. Um corredor que ligava Jerusalém Norte aos locais sagrados islâmicos e cristãos seria anexado pelo estado palestino. A equipe israelense propôs a anexação aos assentamentos israelenses em Jerusalém Oriental que estavam além da Linha Verde, como Ma'ale Adumim, Givat Ze'ev e Gush Etzion. Israel propôs que os palestinos fundissem certas vilas árabes externas e pequenas cidades que haviam sido anexadas a Jerusalém logo após 1967 (como Abu Dis, al-Eizariya, 'Anata, A-Ram e Sawahre oriental) para criar a cidade de Al-Quds, que serviria como a capital da Palestina. Bairros árabes historicamente importantes, como Sheikh Jarrah, Silwan e at-Tur, permaneceriam sob soberania israelense, enquanto os palestinos teriam apenas autonomia civil. Os palestinos exerceriam autonomia civil e administrativa nos bairros árabes externos. Bairros israelenses em Jerusalém Oriental permaneceriam sob soberania israelense. Os locais sagrados na Cidade Velha teriam administração religiosa independente. No total, Israel exigia que o território da Palestina em Jerusalém Oriental fosse reduzido a oito seções, incluindo seis pequenos enclaves, de acordo com a delegação palestina na cúpula.
Os palestinos se opuseram à falta de soberania e ao direito de Israel de manter bairros judeus construídos além da Linha Verde em Jerusalém Oriental, que os palestinos alegavam bloquear a continuidade dos bairros árabes em Jerusalém Oriental.

### Direito de retorno palestino
Devido à primeira guerra árabe-israelense, um número significativo de árabes palestinos fugiu ou foi expulso de suas casas dentro do que hoje é Israel. Esses refugiados totalizavam aproximadamente 711.000 a 725.000 na época. Hoje, eles e seus descendentes somam cerca de quatro milhões, representando cerca da metade do povo palestino. Desde então, os palestinos têm exigido a plena implementação do direito de retorno, o que significa que cada refugiado teria a opção de retornar à sua casa, com a propriedade restaurada, e receber compensação. Os israelenses alegaram que permitir um direito de retorno a Israel propriamente dito, em vez do recém-criado estado palestino, significaria um influxo de palestinos que alteraria fundamentalmente a demografia de Israel, colocando em risco o caráter judeu de Israel e sua existência como um todo
Em Camp David, os palestinos mantiveram sua demanda tradicional de que o direito de retorno fosse implementado. Eles exigiram que Israel reconhecesse o direito de todos os refugiados que assim desejassem se estabelecerem em Israel, mas para abordar as preocupações demográficas de Israel, eles prometeram que o direito de retorno seria implementado por meio de um mecanismo acordado por ambas as partes, que tentaria direcionar a maioria dos refugiados para longe da opção de retorno a Israel. De acordo com a Secretária de Estado dos EUA, Madeleine Albright, alguns dos negociadores palestinos estavam dispostos a discutir em particular um limite para o número de refugiados que teriam permissão para retornar a Israel. Os palestinos que optassem por retornar a Israel o fariam gradualmente, com Israel absorvendo 150.000 refugiados a cada ano.
Os negociadores israelenses negaram que Israel fosse responsável pelo problema dos refugiados e estavam preocupados que qualquer direito de retorno representaria uma ameaça ao caráter judeu de Israel. Na proposta israelense, um máximo de 100.000 refugiados teria permissão para retornar a Israel com base em considerações humanitárias ou reunificação familiar. Todas as outras pessoas classificadas como refugiados palestinos seriam estabelecidas em seu local atual de residência, no estado palestino ou em países de terceiros. Israel ajudaria a financiar o reassentamento e a absorção deles. Seria criado um fundo internacional de 30 bilhões de dólares, no qual Israel ajudaria a contribuir, juntamente com outros países, que registraria reivindicações de compensação por propriedades perdidas por refugiados palestinos e faria pagamentos dentro dos limites de seus recursos.

### Arranjos de Segurança
Os negociadores israelenses propuseram que Israel fosse autorizado a estabelecer estações de radar dentro do estado palestino e ter permissão para usar o seu espaço aéreo. Israel também desejava o direito de implantar tropas em território palestino em caso de emergência, e a estação de uma força internacional no Vale do Jordão. As autoridades palestinas manteriam o controle das passagens de fronteira sob observação temporária israelense. Israel manteria uma presença de segurança permanente ao longo de 15% da fronteira palestino-jordaniana. Além disso, Israel exigiu que o estado palestino fosse desmilitarizado, com exceção de suas forças de segurança paramilitares, que não faria alianças sem aprovação israelense ou permitiria a introdução de forças estrangeiras a oeste do Rio Jordão, e que desmantelaria grupos terroristas. Uma das demandas mais fortes de Israel era que Arafat declarasse o fim do conflito e não fizesse mais exigências. Israel também queria que os recursos hídricos na Cisjordânia fossem compartilhados por ambos os lados e permanecessem sob gestão israelense.

## Consequências
Em meados de outubro, Clinton e as partes realizaram uma cúpula em Sharm El Sheikh, resultando em um "memorando de Sharm" com entendimentos destinados a encerrar a violência e renovar a cooperação em segurança. De 18 a 23 de dezembro, realizaram-se negociações, seguidas da apresentação de Clinton de seus "parâmetros", em uma última tentativa de alcançar a paz no Oriente Médio antes do final de seu segundo mandato em janeiro de 2001. Embora as declarações oficiais afirmassem que ambas as partes tinham aceitado os Parâmetros de Clinton com reservas, essas reservas, na verdade, significavam que as partes haviam rejeitado os parâmetros em pontos essenciais. Em 2 de janeiro de 2001, os palestinos apresentaram sua aceitação com algumas objeções fundamentais. Barak aceitou os parâmetros com uma carta de 20 páginas de ressalvas. Uma cúpula em Sharm el-Sheikh planejada para 28 de dezembro não ocorreu.
A iniciativa de Clinton levou às negociações de Taba em janeiro de 2001, onde as duas partes publicaram uma declaração afirmando que nunca estiveram tão perto de um acordo (embora questões como Jerusalém, o status de Gaza e a demanda palestina por compensação para refugiados e seus descendentes permanecessem não resolvidas), mas Barak, enfrentando eleições, suspendeu novamente as conversas. Dias depois da cimeira em Taba, o então premiê Ehud Barak seria derrotado por Ariel Sharon em 2001.